# Rio Buëch
O rio Buëch ou Buech (em occitano:  Buech) é um rio localizado no sudeste de França. Nasce na comuna de Lus-la-Croix-Haute (Drôme) e é afluente do rio Durance em Sisteron (Alpes-de-Haute-Provence), sendo assim sub-afluente do rio Ródano. 
Embora nasça no departamento de Drôme e desague no de Alpes-de-Haute-Provence, a maior parte do seu percurso passa pelo departamento de Hautes-Alpes onde a sua bacia forma a comarca de Bochaine ou Pays du Buëch. Não há grandes povoações no seu percurso, sendo a mais importante Sisteron.

## Ligações externas

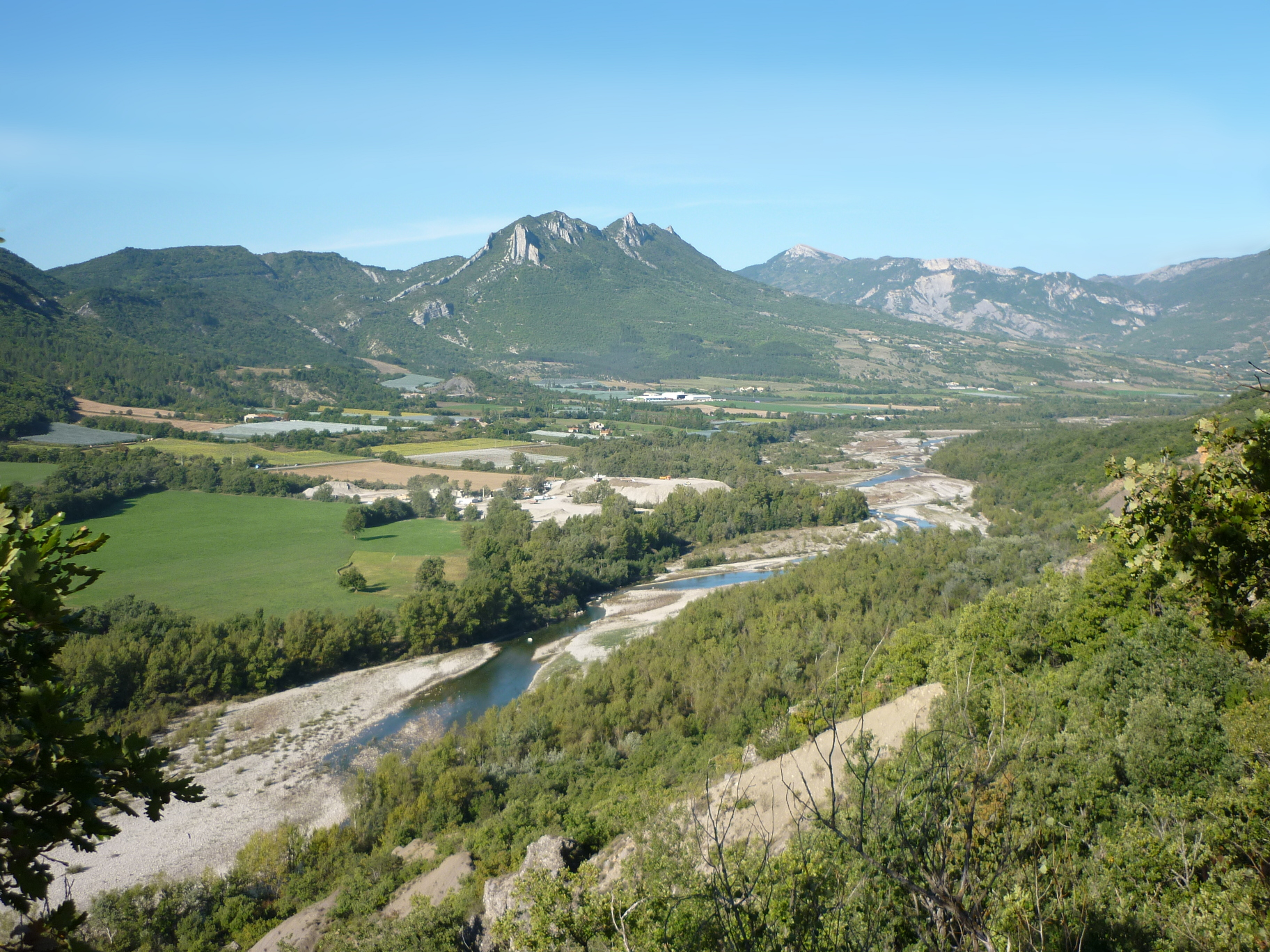
O Buëch